# Buen viaje
|  |

El aguafuerte Buen viaje es un grabado de la serie Los Caprichos del pintor español Francisco de Goya. Está numerado con el número 64 en la serie de 80 estampas. Se publicó en 1799.

## Interpretaciones de la estampa
Existen varios manuscritos contemporáneos que explican las láminas de los Caprichos. El que se encuentra en el Museo del Prado se tiene como autógrafo de Goya, pero parece más bien despistar y buscar un significado moralizante que encubra significados más arriesgados para el autor. Otros dos, el que perteneció a Ayala y el que se encuentra en la Biblioteca Nacional, realzan la parte más escabrosa de la láminas.
- Explicación de esta estampa del manuscrito del Museo del Prado: ¿Adónde va esta caterva infernal dando ahullidos por el aire entre las tinieblas de la noche? Aun si fuera de día, ya era otra cosa, y, a fuerza de escopetazos, caería al suelo toda la gorullada; pero como es de noche nadie las ve.[2]

- Manuscrito de Ayala:Vuelan los vicios con alas extendidas por la región de la ignorancia, sosteniéndose unos a otros.[2]

- Manuscrito de la Biblioteca Nacional: Los vicios remontan el vuelo por la región de la ignorancia. Estragados los hombres, caen en el vivió nefando de la sodomía.[2]